# Victor von Janka
Victor von Janka (o Janka von Bulcs) (1837 - 1890) fue un botánico austríaco.
Fue un oficial estatal, luego en 1876 director de la cancillería del estado. Enseñó en la Escuela de horticultura en Klagenfurt y supervisó sus jardines botánicos. Entre 1870 y 1889 fue conservador del museo de historia natural del estado.

## Algunas publicaciones
- 1858. Zur flora austriaca. 4 pp.
- 1884. Genisteæ europææ
- 1884. Hedysareæ europææ
- 1884. Astragaleæ europææ
- 1884. Trifolieæ & Loteæ floræ europææ
- 1885. Leguminosæ europææ analytice elaboratæ. 4 pp.

### Libros
- 1872. Plantarum novarum turcicarum breviarium
- 1874. Adatok Magyarhon délkeleti florájához, tekintettel dr. Borbás Vincze jelentésére: "Az 1873-ik évben a Bánság területén tett növénytani kutatásokrol (Detalles de la flora húngara del sudeste, teniendo en cuenta al Dr. Borbas Vincze y su informe del año 1873, aniversario de la Banat en el ámbito de la investigación científica de los vegetales.")
- 1886. Amaryllideae, Dioscoreae et Liliaceae Europaeae analytice elaboratae. Természetrajzi Füzetek 10 (2)

## Honores

### Epónimos
Género
- (Gesneriaceae) Jancaea Boiss.[2]

Especies
- (Asteraceae) Achillea jankae Sch.Bip. ex Nyman[3]
- (Asteraceae) Centaurea jankae Brandza[4]
- (Asteraceae) Hieracium jankae R.Uechtr.[5]
- (Asteraceae) Hieracium jankae Boiss. ex Nyman[6]
- (Asteraceae) Hieracium jankae R.Uechtr. subsp. penzesii (F.Kováts & Zahn ex Pénzes) Greuter[7]
- (Boraginaceae) Eritrichium jankae Simonk.[8]
- (Brassicaceae) Noccaea jankae (Kerner) F.K.Mey.[9]
- (Campanulaceae) Jasione jankae Neilr.[10]
- (Caryophyllaceae) Arenaria jankae Fernald[11]
- (Clusiaceae) Hypericum jankae Nyman[12]
- (Colchicaceae) Colchicum jankae Freyn[13]
- (Cyperaceae) Carex jankae Gand.[14]
- (Fabaceae) Cytisus jankae Velen.[15]
- (Gentianaceae) Gentiana jankae Kanitz[16]
- (Lamiaceae) Origanum jankae Kuntze[17]

- La abreviatura «Janka» se emplea para indicar a Victor von Janka como autoridad en la descripción y clasificación científica de los vegetales.[18]